# 稚児ヶ墓山
稚児ヶ墓山（ちごがばかさん）は、神戸市北区にある標高596 mの山。丹生山系の最高峰である。稚子ヶ墓山とも書き、国土地理院の地理院地図を含め、主要な地図サービスではこちらの表記の方が一般的。

## 山名の由来
稚児ヶ墓山の西に位置する丹生山頂には丹生神社があり、この丹生神社は甞て同じく丹生山頂に位置していた明要寺と一体を為していた。豊臣秀吉の別所長治に対する攻撃の際、別所側についた明要寺は容赦なく焼き払われた。この攻撃においては多くの幼子も犠牲となり、周辺の人々はこれを哀れみ、「稚児ヶ墓」と呼ばれる墓をこの山の頂上すぐ下に作って弔った。山名はこの「稚児ヶ墓」に由来する。

## 登山ルート
神戸市バスの大滝口停留所から柏尾台を経て登るルートが一般的である。帝釈山、丹生山方面から、丹生山系縦走路を経由してから縦走する登山者も多い。

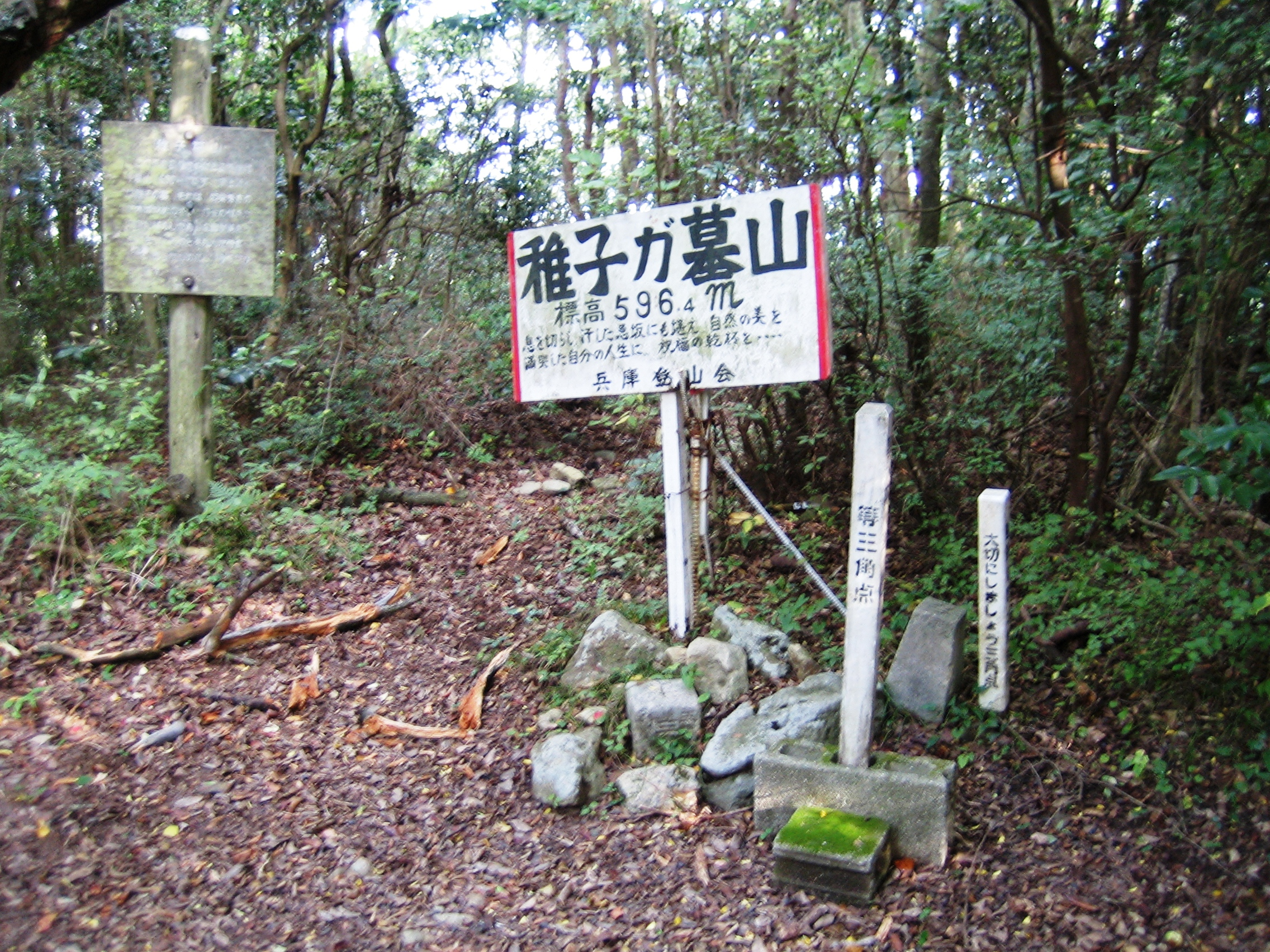
山頂標 2008年